# Campoli del Monte Taburno
Campoli del Monte Taburno ist eine italienische Gemeinde (comune) mit 1661 Einwohnern (Stand 31. Dezember 2023) in der Provinz Benevento in Kampanien. Die Gemeinde liegt etwa 11,5 Kilometer östlich von Benevent am Taburno Camposauro und gehört zur Comunità Montana del Taburno.